# ماکسیم دمچک
ماکسیم دمچک (اوکراینی: Максим Сергійович Демчук؛ زادهٔ ۱۲ اکتبر ۱۹۹۸) بازیکن فوتبال اهل اوکراین است.